# Nueva Universidad Búlgara
La Nueva Universidad Búlgara (en búlgaro: Нов български университет, también conocida y abreviada como НБУ, NBU) es una universidad privada con sede en Sofía, la capital de Bulgaria. Su campus se encuentra en el distrito occidental de la ciudad, conocido por su proximidad al parque natural Vitosha. La universidad también posee muchos otros edificios en todo el país, así como su propia editorial y una biblioteca.
Entre la lista de doctores honorarios y profesores honorarios de la NBU se encuentran Richard Rorty, Thomas Sebeok, Wolfgang Iser, Terry Eagleton, Julia Kristeva, Jean-Pierre Vernant, Ralf Dahrendorf, Steve Forbes, Geert Hofstede, Ennio Morricone, Milcho Leviev, Raina Kabaivanska, Alexander Fol, Vera Mutafchieva, Georgi Fotev, etc.
La misión de la Nueva Universidad Búlgara es:
- ser una institución académica autónoma que apoye a los estudiantes en su desarrollo empresarial y personal.
- ser una institución académica liberal, basada en el vínculo entre educación, investigación y emprendimiento.
- proporcionar una educación general y especializada interdisciplinaria, basada en la investigación teórica y el conocimiento práctico.

Desde 2004, NBU es un socio acreditado de The Open University Business School.
|  |
|  |

|  |
|  |

## Historia
NBU fue establecido el 18 de septiembre de 1991 por Bogdan Bogdanov y un grupo de intelectuales búlgaros con una resolución del Parlamento búlgaro. El objetivo principal de NBU era modernizar la educación superior búlgara. 2.500 estudiantes fueron recibidos durante el primer año. En 1995 se introdujo una prueba de educación general y se estableció como estándar uniforme para la recepción de estudiantes en 1996.
El Museo Educativo de NBU se fundó el 23 de abril de 2010. La primera exposición fue "Recursos de la red de museos". Fue la etapa final del proyecto "Museo Educativo en la Nueva Universidad Búlgara". El proyecto fue financiado por el Fondo Nacional de Investigación del Ministerio de Educación, Juventud y Ciencia, el Patrimonio Cultural (estudio sobre el legado histórico y cultural nacional como parte del patrimonio cultural europeo y métodos avanzados para su conservación).
Desde 2010, NBU es la sede de 'The Slug Theatre', donde el club de teatro de la universidad presenta sus espectáculos.

## Instalaciones

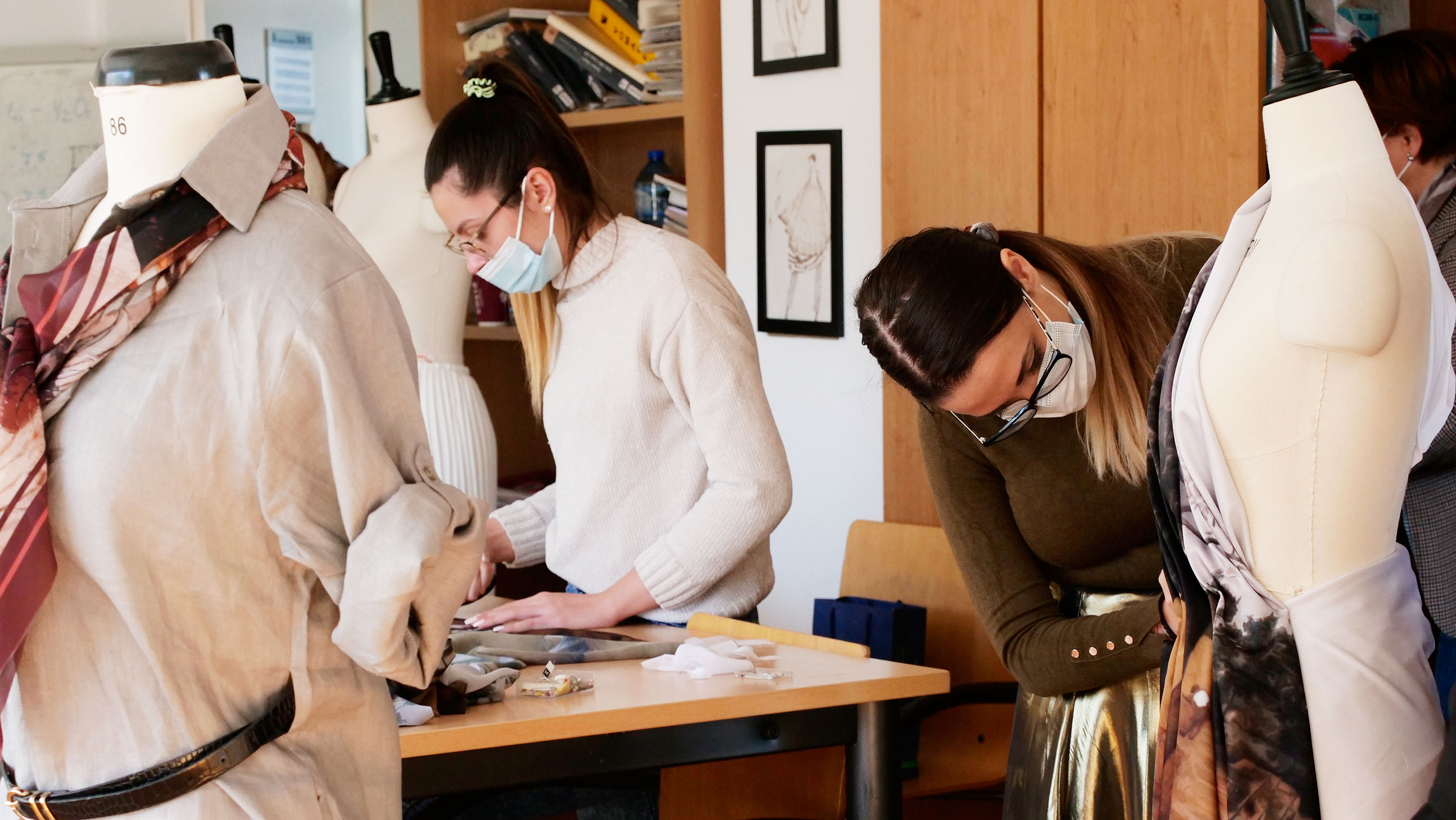
Estudiantes del Departamento de Diseño de la Nueva Universidad Búlgara, noviembre de 2021

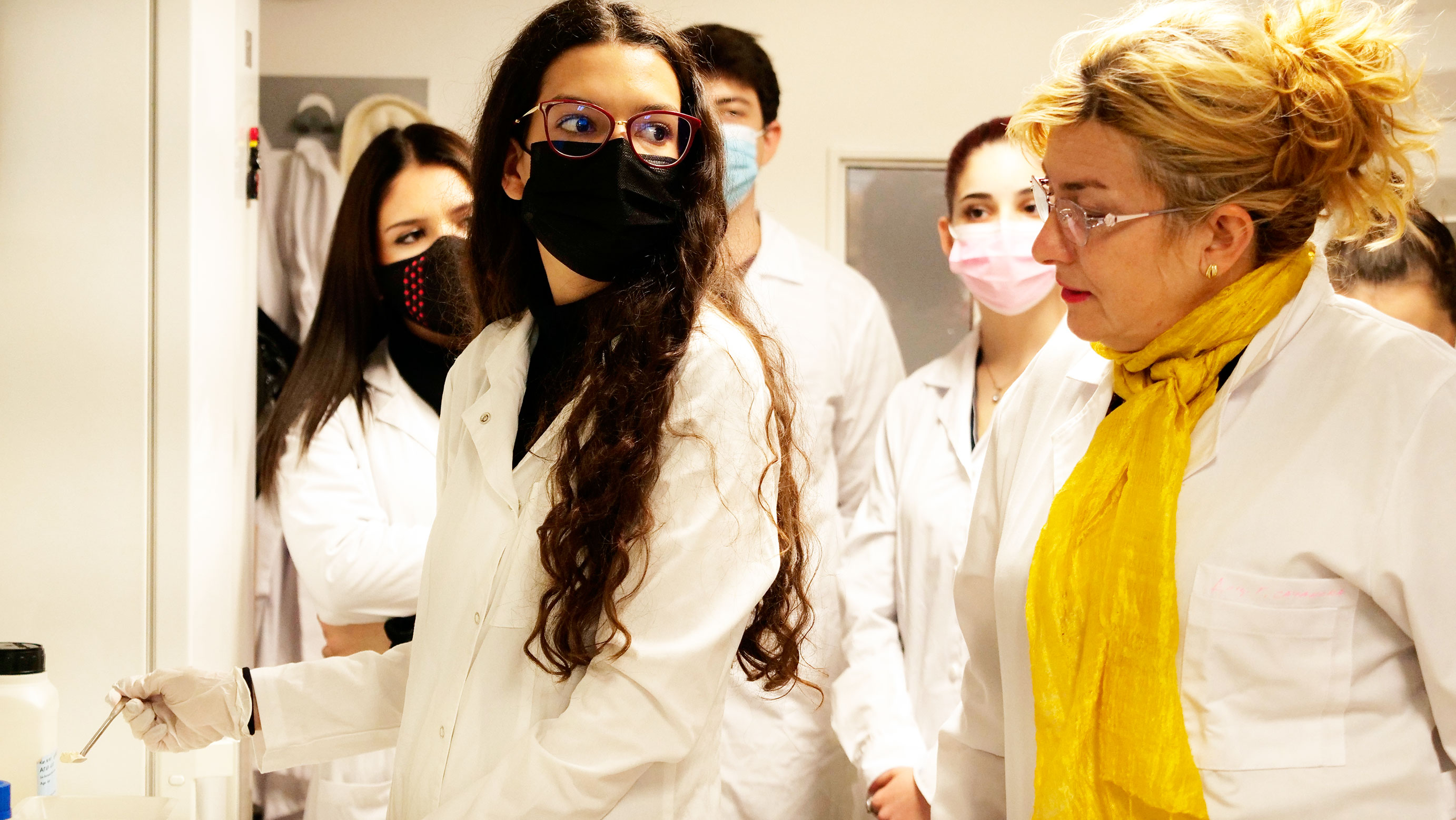
Asoc. Prof. Dra. Galina Sachanska, Jefa del Departamento de Ciencias Naturales, con estudiantes del programa de Licenciatura en Biología Celular y Virología, noviembre de 2021

El campus consta de dos edificios (Edificios 1 y 2) que albergan el Aula, la Biblioteca, el Teatro Universitario, el Museo NBU, la Galería UniArt, el Centro Médico y un Centro Deportivo rodeado de espacios verdes abiertos.
La universidad cuenta con más de 100 salas, laboratorios de computación, laboratorios de idiomas e interpretación simultánea, un Simulacro de Sala de Audiencia, un Centro de Artes con salas de práctica y estudios para estudiantes de música, bellas artes, diseño y arquitectura con una capacidad total de 2 500 asientos.

### Biblioteca
La biblioteca académica de NBU ofrece más de 128 000 artículos a los que acceden 150 000 visitantes anuales.

## Reputación
Los departamentos de gestión y TI de NBU ocupan un lugar destacado en el país. A partir de 2014, NBU ocupó el segundo lugar en Bulgaria según la Clasificación académica de universidades.

## Centros

### Centro de Europa Central y Oriental para la Ciencia Cognitiva
El Centro de Europa Central y Oriental para la Ciencia Cognitiva (o CEEC de Ciencia Cognitiva) lleva a cabo investigaciones en ciencia cognitiva fundamental y aplicada. Los temas de investigación incluyen: memoria, pensamiento, lenguaje, aprendizaje, percepción, contexto, aplicaciones a la robótica, IA y sistemas cognitivos, economía cognitiva, factores humanos y usabilidad, educación y métodos de aprendizaje. El Centro está codirigido por Boicho Kokinov y Jeff Elman.
El CEEC de Ciencias Cognitivas otorga M.Sc., Ph.D. grados en ciencia cognitiva y organiza anualmente la escuela de verano.

### Otros centros
- Centro Búlgaro de Relaciones Humanas
- Centro de Prácticas Sociales
- Centro de Administración pública
- Centro de evaluación
- Centro de Estudios Semióticos de Europa Sudoriental

## Departamentos
- Estudios de Seguridad Nacional e Internacional
- Antropología
- Arqueología
- Ciencias Biomédicas
- Cine, Publicidad y Espectáculo
- Ciencias cognitivas y psicología
- Arquitectura
- Diseño
- Ciencias de la Tierra y del Medio Ambiente
- Economía y Administración de Empresas
- Bellas Artes
- Educación en lenguas extranjeras
- Lenguas y Literaturas Extranjeras
- Historia
- Informática
- Historia de la Cultura
- Ley
- Comunicación de masas
- Estudios mediterráneos y orientales
- Artes musicales
- Nuevos estudios búlgaros
- Filosofía y Sociología
- Artes plásticas
- Ciencias Políticas
- Teatro
- Telecomunicaciones
- Turismo

## Programas

### Licenciatura
- Administración y gestión
  - Administración Pública
  - Gestión sanitaria
  - Seguridad civil y corporativa
  - Gestión y desarrollo de la organización (aprendizaje a distancia facilitado)
- Antropología
  - Sociología
  - Antropología cultural
- Artes visuales
  - Cine y televisión
  - Publicidad
  - Cine animado
  - Diseño gráfico
  - Fotografía
- Lengua y literatura
  - Estudios búlgaros – teoría de la literatura
  - Estudios búlgaros – lingüística
- Ciencias Naturales
  - Ecología y protección del medio ambiente
- Ciencias económicas
  - Finanzas
  - Administración de Negocios
  - Turismo
- Economía (a distancia)
  - Administración de Negocios
- Ciencias de la Información
  - Ciencias de la Computación
  - Programación de computadoras
  - Ciencia de la información aplicada
- Historia
  - Historia de Bulgaria, los Balcanes y Europa
  - Arqueología
  - Patrimonio cultural
  - Historia del Viejo Mundo
- Tecnologías de medios informáticos
  - Multimedia, infografía y animación
  - Composición musical asistida por computadora
- Cultura y arte
  - Estudios de arte
  - Estudios culturales
- Gestión de hoteles y restaurantes
- Gestión de hoteles y restaurantes (en francés)
- Comunicación de masas
  - Periodismo audiovisual personificado
  - Relaciones públicas
- Tecnologías de red (en inglés)
  - Administración de red
  - Programación en internet
- Música
  - Artes musicales
  - Ingeniero de sonido
  - Pedagogía musical
  - Dirección de ópera
  - Srtes populares búlgaras
  - Gestión y producción en artes musicales.
- Artes plásticas
  - Pintura
  - Textil
  - Vidrio artístico
- Diseño y arquitectura
  - Diseño de moda
  - Arquitectura
  - Diseño de interiores y espacios
- Ciencias Políticas
  - Sociología política
  - Relaciones Internacionales
  - Estudios Europeos
  - Trabajo Social
  - Filosofía política
- Ciencias políticas (en francés)
  - Relaciones Internacionales
  - Estudios Europeos
- Psicología
  - Psicología cognitiva, psicología del desarrollo y de la educación
  - Psicología social y organizacional
  - Psicología clínica
  - Trastornos comunicativos
- Teatro
  - Formas de teatro contemporáneo y alternativo
  - Teatro psicológico
  - Escenografía
  - Teatro vocal e instrumental y danza
- Telecomunicaciones
  - Sistemas y tecnologías de telecomunicaciones
  - Gestión de las comunicaciones postales
  - Biomecánica
- Filosofía
  - Filosofía antigua y medieval
  - Filosofía contemporánea
- Lenguas extranjeras y cultura
  - Estudios ingleses
  - Estudios alemanes
  - Estudios españoles
  - Egiptología (en inglés)
  - Estudios clásicos (latín; griego antiguo)
  - Estudios neohelénicos (griego moderno)
  - Estudios orientales (árabe, persa, turco, turco otomano)
  - Estudios románicos (lengua francesa)
  - Estudios eslavos (idioma ruso)
  - Profesor de lengua extranjera (a distancia)
- Artes liberales

- Datos: Q370968
- Multimedia: New Bulgarian University / Q370968

1. ↑  «New Bulgarian University in Sofia». www.sofiabulgariatravel.com. Consultado el 6 de junio de 2022.
2. ↑  «The Open University». business-school.open.ac.uk (en inglés). Consultado el 6 de junio de 2022.
3. ↑  «Музей на НБУ». museum.nbu.bg (en búlgaro). Consultado el 6 de junio de 2022.
4. ↑  «Lybary Stadistics, NBU». web.archive.org. 5 de mayo de 2015. Archivado desde el original el 5 de mayo de 2015. Consultado el 6 de junio de 2022.
5. ↑  «Изненади в класацията на университетите - ECONOMIX.BG» (en bg-BG). Consultado el 6 de junio de 2022.
6. ↑  «Bulgaria | Ranking Web of Universities: Webometrics ranks 30000 institutions». www.webometrics.info. Consultado el 6 de junio de 2022.
7. ↑  «NBU: CEEC of Cognitive Science». web.archive.org. Archivado desde el original el 1 de abril de 2018. Consultado el 6 de junio de 2022.
8. ↑  Tulunay, F. C.; Orme, M.; Orme, Michael (6 de junio de 2003). Modeling and Using Context: 5th International and Interdisciplinary Conference, CONTEXT 2005, Paris, France, July 5-8, 2005, Proceedings (en inglés). Springer Science & Business Media. ISBN 978-3-540-26924-3. Consultado el 6 de junio de 2022.
9. ↑  «NBU-COGS: Preparatory Program: Course Description». web.archive.org. 8 de octubre de 2014. Archivado desde el original el 8 de octubre de 2014. Consultado el 6 de junio de 2022.
10. ↑  «The series of Annual International Summer Schools in Cognitive Sciences began in 1994». web.archive.org. Archivado desde el original el 21 de febrero de 2022. Consultado el 6 de junio de 2022.
11. ↑  «20th International Summer School in Cognitive Sciences». web.archive.org. Archivado desde el original el 8 de junio de 2019. Consultado el 6 de junio de 2022.